# Phortica eugamma
Phortica eugamma är en tvåvingeart som först beskrevs av Masanori Joseph Toda och Peng 1990.  Phortica eugamma ingår i släktet Phortica och familjen daggflugor. Inga underarter finns listade i Catalogue of Life.